# Modus operandi
Modus operandi (flertal modi operandi) er latin for "måde at arbejde eller virke på" Udtrykket bruges om en persons vaner ved arbejde, især i forbindelse med forretnings- eller strafferetlige undersøgelser. På engelsk er det ofte forkortet til M.O.
Udtrykket bruges ofte, når politiet diskuterer en forbrydelse og om de metoder, som gerningsmændene bruger. Det bruges også i gerningsmandsprofilering, hvor det kan hjælpe med at finde spor til gerningsmandens psykologi. Det består hovedsagelig af at undersøge de handlinger, der anvendes af den enkelte for at udføre kriminalitet, forhindre pågribelse og/eller lette flugt. En gerningsmandens modus operandi kan hjælpe med identifikation, pågribelse, eller repression, og kan også anvendes til at fastslå forbindelserne mellem forbrydelser.